# Izabella Cywińska
Maria Izabella Cywińska-Michałowska (Kamień (gem. Łaziska), 25 maart 1935 – 23 december 2023) was een Pools toneel- en filmregisseur, politica en theaterdirecteur.
Cywińska studeerde in 1956 af in de etnografie aan de Universiteit van Warschau. Daarna werkte ze twee jaar lang als assistent op de Technische Universiteit Warschau aan de faculteit bouwkunde, totdat ze naar de theaterschool ging voor een opleiding tot regisseur. In 1970 werd ze directeur van het Bogusławski-theater in Kalisz. In de periode 1973-1989 was ze algemeen en artistiek directeur van het Nieuwe Theater in Poznań.
Nadat Wojciech Jaruzelski in 1981 de staat van beleg had afgekondigd, werd Cywińska meerdere malen door het communistische regime gevangengenomen vanwege haar activiteiten voor het vrije vakverbond Solidarność en ook naar aanleiding van een toneelstuk over de Poznań-protesten in 1956, getiteld Oskarżony: Czerwiec pięćdziesiąt sześć. Ze was van 12 september 1989 tot 14 december 1990 minister van Cultuur en Kunst in het kabinet van Tadeusz Mazowiecki. Ze schreef in 1992 Nagłe zastępstwo: z dziennika pani minister over haar ministerschap. In 2011 werd ze onderscheiden met het officierskruis van de Orde Polonia Restituta.
Ze is getrouwd met acteur Janusz Michałowski.
Cywińska overleed op 88-jarige leeftijd op 23 december 2023